# Georges Deflandre
 (mars 2010).
Georges Deflandre, né le 18 mars 1897 à Dizy (Marne) et décédé le 17 juin 1973 à Paris 10e, est un naturaliste, protistologiste et micropaléontologue français.

## Biographie
Il est l'époux de Marthe Deflandre-Rigaud. 
Il a occupé le poste de directeur du laboratoire de micropaléontologie à l'École pratique des hautes études de Paris, et de professeur au Muséum national d'histoire naturelle de Paris. Taxons : Prorodon deflandrei Dragesco, 1954, Verticiplagia deflandrei Dumitrica, 2004.
Il fut élu correspondant à l’Académie des sciences, dans la division des membres libres et des applications des sciences à l’industrie, le 9 mai 1966.

## Carrière scientifique
Au cours de sa carrière, il a produit 314 monographies, livres et articles scientifiques, qui ont permis la description d'environ 1 000 taxons.

## Prix
Le Prix Georges Deflandre et Marthe Deflandre-Rigaud, créé en 1970, est destiné à récompenser des travaux de paléontologie, par exemple en paléobotanique, micropaléontologie, paléobiologie, systématique ou biostratigraphie.
La Fondation Georges-Deflandre remet, tous les deux ans, un prix destiné à récompenser les travaux d'un jeune chercheur dans les domaines des sciences exactes et de la médecine.